# Gulskallig kråktrast
Gulskallig kråktrast (Picathartes gymnocephalus) är en fågel i familjen kråktrastar inom ordningen tättingar.

## Utseende och läte
Gulskallig kråktrast är en medelstor fågel med lång hals och lång stjärt. Den är gråsvart på ovansidan och vit på undersidan. Dess ovanligt långa mörkbruna stjärt används till att balansera med och den har muskulösa lår. Huvudet är nästan fjäderlöst och den nakna huden är skarpt gul förutom två stora mörka runda fläckar strax bakom ögonen. Fågeln är normalt tyst, men vissa läten har observerats.

## Utbredning och biotop
Fågeln förekommer lokalt i Guinea, Liberia, Sierra Leone, Elfenbenskusten och Ghana. Främst påträffas den i steniga skogbeklädda områden på hög höjd i Västafrika, från Guinea till Ghana. Utbredningsområdet är fragmenterat och populationerna är ofta isolerade från varandra. Den föredrar att leva nära vattendrag och platåberg, så kallade kopje.

## Systematik
Arten delas inte upp i några underarter men vissa auktoriteter behandlar de båda arterna inom familjen kråktrastar som en superart. 

## Ekologi
Gulskallig kråktrast lever främst av insekter, men föräldrar matar även sina ungar med små grodor. En födostrategi är att följa svärmar av vandringsmyror av släktet Dorylus och äta insekter som myrorna skrämmer upp. Kråktrastar förflyttar sig huvudsakligen genom att hoppa och genomföra mycket korta flygsträckor i den lägre delen av vegetationen. Den flyger mycket sällan längre sträckor. 
Gullskallig kråktrast är monogam och de häckar antingen för sig själva eller i närheten av andra par, ibland i kolonier med så många som åtta bon. Redet placeras på en bergsyta, ofta i en grotta. Det byggs av lera och formas som en djup skål. Honan lägger två ägg per kull, två gånger per år. Trots att fåglarna häckar i kolonier är det vanligt att ungarna dödas av adulta artfränder som häckar i närheten. Ungarna kan ta hand om sig själv efter ungefär en månad och arten kan leva länge.

## Gulskallig kråktrast och människan

### Status och hot
Gulskallig kråktrast kategoriseras som sårbar av IUCN och dess minskande och fragmenterade populationer är hotade av habitatförstöring. Det görs ansträngningar för att skydda arten i delar av dess utbredningsområde, genom att skydda dess habitat, utbilda människor som lever i dess närhet och stifta nya lagar.

### Inom kulturen
En del av ursprungsbefolkningen i Sierra Leone ansåg att gulskallig kråktrast skyddar de områden där deras förfäders andar bor. Den är bland fågelskådare en av Afrikas mest eftertraktade fåglar och har blivit en symbol för ekoturism i dess utbredningsområde.

### Namn
Fågeln kallades tidigare på svenska vithakad kråktrast.  